# Славомир Абрамович
Славомир Абрамович (пол. Sławomir Abramowicz, нар. 9 червня 2004, Варшава, Польща) — польський футболіст, воротар клубу «Ягеллонія».

## Ігрова кар'єра

### Клубна
Займатися футболом Славомир Абрамович почав у варшавських клубах нижчих ліг. Сезон 2020/21 воротар провів, граючи в столичній «Полонії». 10 жовтня 2020 року воротар дебютував на професійному рівні.
В серпні 2021 року Абрамович перейшов до «Ягеллонії», підписавши з клубом контракт на три роки. Перший сезон футболіст грав за дублюючий склад «Ягеллонії». Першу гру в головній команді Абрамович провів 2 вересня 2022 року в Кубку країни проти «Одри». В чемпіонаті Польщі воротар дебютував 11 березня 2023 року матчем проти «Гурника». У 2023 році Славомир продовжив контракт з клубом до 2025 року.
В сезоні 2024/24 Абрамович почав свою клубну міжнародну кар'єру. В складі «Ягеллонії» він грав в кваліфікації Ліги чемпіонів та в матчах групового етапу Ліги конференцій.

### Збірна
В червні 2024 року Славомир Абрамович дебютував в складі молодіжної збірної Польщі.

## Титули та досягнення
- Володар Суперкубка Польщі (1):

«Ягеллонія» (Білосток): 2024
- Кращий молодий гравець місяця Екстракласи: листопад 2024[8]